# Leck, Lancashire
Leck är en by och civil parish i Storbritannien.   Den ligger i grevskapet Lancashire och riksdelen England, i den centrala delen av landet, 300 km nordväst om huvudstaden London. Leck ligger 115 meter över havet och antalet invånare är 260.
Terrängen runt Leck är kuperad åt nordost, men åt sydväst är den platt. Runt Leck är det ganska glesbefolkat, med 47 invånare per kvadratkilometer. Närmaste större samhälle är Bolton le Sands, 19,1 km sydväst om Leck. Trakten runt Leck består i huvudsak av gräsmarker.